# 世界バリバリ★バリュー
『世界バリバリ★バリュー』（せかいバリバリバリュー）は、2003年4月15日から2008年3月19日まで、毎日放送とイーストの共同製作により、TBS系列で放送されていたトークショーを兼ねたクイズ番組である。

## 概要
スタート当初から2年半は火曜日の22:00 - 22:54に放送されており、15%台を超える視聴率を連続して取ったこともあった。しかし、TBSとの制作枠の入れ替えに伴い、2005年10月19日放送分から水曜22:00 - 22:54に放送日時が変更された（曜日移動初日は21:00 - 22:54の2時間スペシャル）。番組タイトルは、企画を担当した放送作家のわぐりたかしが命名。なお、水曜22時枠が毎日放送制作となるのは、1984年に放送されたドラマ『やさしい闘魚たち』以来21年ぶりで、バラエティ番組では初となった。
番組開始当初は、「世界でバリバリ働く人の給料や世界でバリバリ売れている人気の商品の値段などの価値（バリュー）を当てる内容」であったが、「日本のセレブ（お金持ち）特集」をテーマに放送した回の視聴率が良かったことから、「セレブ（お金持ち）の持ち物の値段や収入などを当てる内容」に変更された。
この番組がいう「セレブ（セレブリティ）」とは、日本特有の意味である「お金持ち」であり、一般人でもセレブリティと称して取り上げている点では、本来の「著名人」という意味はあまり含んでいない。
クイズ番組であるがトーク番組の一面もあり、パネラーと紳助とのトークに時間が割かれることも多い。また、トークに割かれる時間が多い点はこの番組に限らず紳助の番組では多く見られる。
2時間スペシャルや「セレブ度チェック」では、紳助も解答に参加することから、本来はアシスタントの水野裕子が実質的な司会となることがあった。
2004年10月25日に島田紳助が女性マネージャーへの暴力事件を起こしたが、それ以前に収録された11月2日放送分では「この番組は10月15日に収録されたものです」と表示され、紳助が出演した。11月9日放送分以降、紳助の出演を取りやめ、この日の司会進行をココリコの遠藤章造と田中直樹が、11月16日 - 2005年1月25日放送分を小倉智昭が務めた。そして2月1日より晴れて紳助が復帰となった。また、2005年4月17日放送分からは字幕放送の実施を開始。更に、一部のTBS系列局では不定期で再放送も行われていることがある。
2007年11月28日放送分にBREAKERZのヴォーカルであるDAIGOが出演し、実家や家族が初公開された。この放送がDAIGOのブレイクのきっかけとなる。紳助に気に入られたDAIGOは、その後『行列のできる法律相談所』に出演したのを皮切りに、数々のバラエティ番組からオファーが殺到した。
2007年12月19日放送で200回目となり、祝200回記念の特別企画で、過去の問題にもう一度挑戦を行った。この放送では、出川哲朗が司会を務め、島田紳助は解答者となった（出川は、ピッタリバリューを最多6回獲得などクイズの結果が良いため司会担当となった）。
2008年3月19日に放送された2時間スペシャル「今夜決定!史上最強の大富豪グランプリ!」をもって終了した。また、後継番組の『明日使える心理学!テッパンノート』でも、この番組に引き続き紳助が司会を務めた。

## 出演者

### 司会
- 島田紳助

### アシスタント
- 水野裕子

### パネラー
- 木下優樹菜
- ほしのあき
- 片山右京
- 宮川俊二
- 出川哲朗（200回目の放送では司会担当）
- 土田晃之 - 当初はレポーターとして出演していた。
- うつみ宮土理
- KABA.ちゃん
- DAIGO（BREAKERZ）
- misono
- 北川弘美
- 鈴木紗理奈
- 国生さゆり
- 光浦靖子（オアシズ）
- マリエ
- 名倉潤（ネプチューン）

ほか

### レポーター
- 山崎まさや（ジョーダンズ） - コンビでレポートしていたが、途中から山崎のみの出演となった。
- やるせなす（中村豪・石井康太）
- ライセンス（井本貴史・藤原一裕）
- FUJIWARA（原西孝幸・藤本敏史）
- 次長課長（井上聡・河本準一）
- バナナマン（日村勇紀・設楽統）
- 鼻エンジン（松丘慎吾・村田渚）
- レギュラー（松本康太・西川晃啓）

ほか
※企画によってはパネラーの女性芸能人が務めた。

## 番組のルール

### 初期
- パネラー7名による個人戦。番組開始時に全員3000マイルを持ってスタート。
- 近似値問題を4問出題
  - 主に『世界まるごとHOWマッチ』同様、世界各国様々な値段や費用を当てる問題で、解答もその国の通貨単位で答えた。
- 正解との誤差が近かった順に上位となり、順位に応じてマイルがやりとりされる。
  - 最初期は正解に1番近かったパネリストに逆に1番に遠かったパネリストから1500マイル移動。同様に2番目（6位から2位）に1000マイル、3番目（5位から3位）に500マイル移動する。上位が並んだ場合は2人分移動したマイルを折半（2位と3位が同位なら1500マイルの折半で750マイル）、下位が並んだ場合は支払うマイルを折半（5位と6位なら1500マイルの折半で750マイル）する。
  - その後は1位→＋1500マイル、2位→＋1000マイル、3位→＋500マイル、4位→±0マイル、5位→－500マイル、6位→－1000マイル、7位→－1500マイル（同じ誤差の場合、上位の成績を採用）に固定された。
- ピタリ正解すれば、「ピッタリバリュー賞」としてカリブ海の旅を進呈。マイルのやり取りも、相手6名から500マイルずつ移動させて3000マイル獲得となる。
- 全問終了して、マイルが最も多かったパネリストにトップ賞と5000マイル加算（最初の数回は、上位3名まで1000～5000マイルが加算されていた）
- 当初は獲得マイルを貯めて賞品と交換する形式だったが、すぐに廃止された。

### 2007年9月まで
- 2人1組のパネラー4組によるペア対抗戦。
- 近似値問題を、席決め問題も含めて4問（後に3問）出題。
  - 国内の大金持ち（海外から出題される事もある）の生活の中から値段当て問題を出題、たまに人数当て問題や選択問題も出題される
- 1問目は席決め問題正解に近い順にファーストクラス・ビジネスクラス・エコノミークラス・カーゴ席（貨物）に座る
  - 一時期、席決め問題が早抜け方式のクイズや、他のパネリストと答えを合わせるクイズが席決め問題として出題された）
- 2問目以降は正解に一番近い組が1ランク昇格、逆に正解に一番遠い組が1ランク降格（複数組同値を含む）
- 正解と同じ金額を答えていれば、席移動に加えて「ピッタリバリュー賞」としてカリブ海旅行を獲得していたが、途中からシェ松尾のフルコース食事券かエースJTBで行く石垣島2泊3日旅行から賞品を選べる様になった。
  - その後、更に「ピッタリバリュー賞」の横取りが可能になった（例えば、1問目で相手チームが「ピッタリバリュー賞」を獲得しても、2問目で「ピッタリバリュー賞」を獲得すれば、賞の権利を1問目での獲得チームから奪い取れる）。
  - またその後横取りルールに加え、換金システムを導入した。これは、横取りされると手元には何も残らないため、それを回避するために作られたシステムであり、ピッタリバリュー賞の権利と引き換えに、賞金5万円を獲得するというシステムである。紳助はこのシステムを利用し5万円ともういちど当ててピッタリバリューを獲得しようともくらんだことがある。
  - 更にその後、紳助のヒントを元に、チームの壁を越えてパネラー全員で相談し、近い金額にする通称「談合」が行なわれることもある。
- 全問終了時にファーストクラスを座った組がトップ賞となる。
  - 階段状に配置された解答席を移動するという「なるほど!ザ・ワールド」に近いスタイルである。

### 2007年10月
- 4人1チームの4チーム対抗戦。
- これまでの値段当てクイズから一変。「セレブ度チェック」と題した、VTRに出演したセレブが出題する目利き・味利きクイズになった。
- 各チームの代表者1名が試食等で、3つの内どれが最高額の品かを当てる。
  - 視聴者にも、テレゴング方式で、見た目でどれが最高額かを当てる事ができる。
- 勝敗には関わりが無いが、司会の紳助にも答えが知らされておらず、パネラーと一緒に解答に参加している。
- 各チーム10万円の持ち金があり、1万円単位で賭ける。正解なら掛け金と同額が加算されるが、不正解なら掛け金分だけ没収。
- 全問題終了後一番持ち金が多いチームの優勝。問題数はレギュラーでは2問程度。
  - 人気者でいこう!の芸能人格付けチェックのコーナーに近い形式である。

### 2008年1月まで
クイズは同じ「セレブ度チェック」。以下変更点を述べる。
- 3人1チームの4チーム対抗戦に変更。
- 1チームずつ全員が問題の品の前に出て、試食等で3つの内どれが最高額の品かを当てる。個々で解答して、正解者の人数と同数のポイントを獲得。
- 全問題終了後、合計ポイントの最も多いチームが優勝。問題数はレギュラーでは2問程度。

### 2008年3月まで
- 3人×4チーム構成になっているが、クイズは個人戦。
- クイズ名は「BARIBARI High&Low」。内容はある値段について答えを知らない司会の紳助が値段を予想し発表する。解答者はある値段が紳助の予想より高いか安いかを当てる。
- 3問出題。パーフェクトで石垣島旅行獲得。
- 解答方法はスタジオが中央を境にHighとLowに分かれており、正解だと思うところに移動する。
- もし紳助がピッタリ正解した場合は紳助がピッタリバリュー賞を獲得。パネラーは全員不正解扱いとなる。

### 「今夜決定!史上最強の大富豪グランプリ!」
- 2008年3月12日、19日と2週続きで放送された。
- 2007年9月までのルールと同様に2人ペアで値段当てクイズに挑む。ただし、チーム数は5チーム。
- 最初のクイズで席順を決め、2問目以降は正解に一番近いチームが1ランク昇格、一番遠いチームが1ランク降格する。
- 紳助も答えを知らされておらず、一緒に解答する。紳助にもピッタリバリュー賞の権利がある(実際最終問題でピッタリバリュー賞獲得)。

## スタッフ
- ナレーター：松尾貴史
- 構成：安達元一、水野しげゆき、わぐりたかし、たむらようこ、星知美
- クリエイティブコンサルタント：笹生八穂子（※不定期）
- 協力：竹田恒泰（※途中から参加）
- リサーチ：スペースエムワイ、フォーミュレーション、蓮実早織
- TP（テクニカルプロデューサー）：森野憲俊
- SW（スイッチャー）：島本健司、藤本伸一
- カメラマン：長瀬正人、小池悟志
- VE（ビデオエンジニア）：塚本修、原啓教
- 音声：石井俊二、篠良一、杉山直樹
- 照明：石井健治、高橋滋、江川斉（3人共にプログレッソ）
- 音効：田村智之（クジラノイズ）
- 編集：篠崎浩、門馬英行、萩原孝典、佐々木正知（マックレイ）
- MA：杉山正
- タイトルCG：加藤誠（パークグラフィックス）
- 美術プロデューサー：丸山覚
- セットデザイン：坂根洋子、西條実
- 美術制作：矢部香苗、大木章子
- 装置：秋山雷太
- 大道具操作：宇津木史高
- 電飾：斉藤貴之
- マルチモニター：谷川悟
- スタイリスト：波多野としこ（島田紳助担当）
- メイク：住本由香
- 編成：池邉真佐哉（MBS）
- 広報：石田敦子（MBS）
- TK（タイムキーパー）：浜川久美
- AP（アシスタントプロデューサー）：岩城信行、鈴木康祝（共にイースト）
- ディレクター：田川博之、小林稔、上野加奈代、伊藤広人、林智也（MBS）、小谷直之、佐藤慶、纐纈勇人、山木忠従、瀬良元信、川口達也、小泉美華、宮原友昭、萩原けんじ
- 演出：酒井秀樹/田中良（MBS）/御手洗英明、たぐちゆたか/波多野健・中山高嘉（イースト）
- プロデューサー：渡辺高志・北野弘（MBS）、梅本覇留（イースト）/佐藤和之
- 技術協力：ニユーテレス、プログレッソ、クジラノイズ、テクノハウス、McRAY、インターナショナルクリエイティブ、パークグラフィックス
- ロケ技術協力：スパイラルビジョン、共同テレビジョン、八峯テレビ、池田屋
- 美術協力：アックス
- 収録スタジオ：レモンスタジオ
- 制作協力：吉本興業/オーケーエンタープライズ、スペード・ワン、TIA、ドラゴンエンタテインメント、ブレインマックス
- 製作：毎日放送、イースト